# Neremić
Neremić (rum. Neremed, mađ. Kengyeltó), je naselje u općini Karaševo u županiji Caraş-Severin, u Rumunjskoj, naseljeno Karaševskim Hrvatima.

## Stanovništvo
Prema zadnjem popisu stanovništva Neremić je imao 596 stanovnika.
| Stanovništvo 1900. Etnički sastav 1900. godine ukupno 745 stanovnika. Krašovani 738 Mađari 4 Nijemci 3 | - rimokatolici 731 - pravoslavci 11 - židovi 3 |

| Stanovništvo 1992. Etnički sastav 1992. godine ukupno 644 stanovnika. Hrvati 496 Krašovani 111 Srbi 28 Rumunji 11 ostali 1 | - rimokatolici 638 - pravoslavci 1 - ostali 1 |

## Vanjske poveznice
- MVPEI.hr Hrvatska nacionalna manjina u Rumunjskoj  Arhivirana inačica izvorne stranice od 11. ožujka 2009. (Wayback Machine)
- Satelitska snimka Neremića